# Équipe des îles Marshall masculine de basket-ball
Maillots
Actualités
L'équipe des îles Marshall masculine de basket-ball, est la sélection des meilleurs joueurs marshallais de basket-ball. Elle est placée sous l'égide de la fédération des Îles Marshall de basket-ball.
En 1999, elle rejoint la FIBA, plus tard la FIBA Océanie.

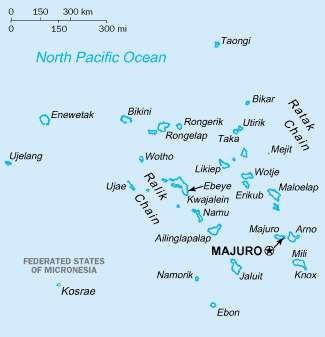
Carte des îles Marshall

## Palmarès

### Basket-ball aux Jeux olympiques
Vierge (0/19)

### Coupe du monde de basket-ball masculin
Vierge (0/17)

### Championnat d'Océanie de basket-ball
Vierge (0/23)

### Tournoi d'Océanie de basket-ball
Vierge (0/11)

### Parcours au tournoi de basket-ball aux Jeux du Pacifique
| Année | Position | Match | Victoire | Nul | Défaite | Paniers marqués | Paniers encaissés |
| ----- | -------- | ----- | -------- | --- | ------- | --------------- | ----------------- |
| 1963  | X        | -     | -        | -   | -       | -               | -                 |
| 1966  | X        | -     | -        | -   | -       | -               | -                 |
| 1969  | X        | -     | -        | -   | -       | -               | -                 |
| 1971  | X        | -     | -        | -   | -       | -               | -                 |
| 1975  | X        | -     | -        | -   | -       | -               | -                 |
| 1979  | X        | -     | -        | -   | -       | -               | -                 |
| 1983  | X        | -     | -        | -   | -       | -               | -                 |
| 1987  | X        | -     | -        | -   | -       | -               | -                 |
| 1991  | X        | -     | -        | -   | -       | -               | -                 |
| 1995  | X        | -     | -        | -   | -       | -               | -                 |
| 1999  | 11e      | 7     | 2        | 0   | 5       | 483             | 576               |
| 2003  | X        | -     | -        | -   | -       | -               | -                 |
| 2007  | X        | -     | -        | -   | -       | -               | -                 |
| 2011  | X        | -     | -        | -   | -       | -               | -                 |
| 2015  | X        | -     | -        | -   | -       | -               | -                 |
| 2019  | X        | -     | -        | -   | -       | -               | -                 |
| Total | X        | 7     | 2        | 0   | 5       | 483             | 576               |

### Parcours au tournoi de basket-ball aux Jeux de la Micronésie
| Année | Position | Match | Victoire | Nul | Défaite | Paniers marqués | Paniers encaissés |
| ----- | -------- | ----- | -------- | --- | ------- | --------------- | ----------------- |
| 2006  | 3e       | 4     | 3        | 0   | 1       | 285             | 274               |
| 2010  | X        | -     | -        | -   | -       | -               | -                 |
| 2014  | 2e       | 6     | 4        | 0   | 2       | 442             | 472               |
| 2018  | X        | -     | -        | -   | -       | -               | -                 |
| Total | X        | 10    | 7        | 0   | 3       | 727             | 746               |

### Coupe de basket-ball mélanésienne FIBA
2017 : Non invité

## Nations rencontrées
| Adversaire                | Joués | Victoires | Matchs nuls | Défaites | Paniers marqués | Paniers encaissés |
| ------------------------- | ----- | --------- | ----------- | -------- | --------------- | ----------------- |
| Guam                      | 4     | 0         | 0           | 4        | 220             | 349               |
| Palaos                    | 2     | 2         | 0           | 0        | 145             | 129               |
| Fidji                     | 1     | 0         | 0           | 1        | 59              | 96                |
| Îles Cook                 | 1     | 1         | 0           | 0        | 66              | 55                |
| Îles Mariannes du Nord    | 1     | 0         | 0           | 1        | 87              | 96                |
| Papouasie-Nouvelle-Guinée | 1     | 0         | 0           | 1        | 57              | 76                |
| Îles Salomon              | 1     | 0         | 0           | 1        | 78              | 87                |
| Yap                       | 2     | 2         | 0           | 0        | 190             | 177               |
| Pohnpei                   | 2     | 2         | 0           | 0        | 146             | 115               |
| Kosrae                    | 2     | 2         | 0           | 0        | 162             | 142               |
| Total                     | 17    | 9         | 0           | 8        | 1210            | 1322              |